# Schweizer Meisterschaften im Biathlon 2010
Die Schweizer Meisterschaften im Biathlon 2010 fanden am 6. März 2010 in Les Rasses sowie am 13. und 14. März 2010 im Nordischen Zentrum (Espace Nordique) La Lécherette/Les Mosses der Gemeinde Ormont-Dessous statt. Sowohl für Männer als auch für Frauen wurden Wettkämpfe im Massenstart, im Sprint und in der Verfolgung ausgetragen. Da das erste Rennen kurz nach den Olympischen Winterspielen in Vancouver angesetzt war und sich die zweite Veranstaltung mit der Weltcupsaison überschnitt, nahm ein Grossteil der Kaderathleten nicht teil. Als Folge waren bei den Frauen durch Abwesenheit von Selina Gasparin ausschliesslich Juniorinnen am Start.

## Männer

### Massenstart 15 km
| Platz | Starter           | Verein | Zeit | Schießfehler |
| ----- | ----------------- | ------ | ---- | ------------ |
| 1     | Ivan Joller       |        |      |              |
| 2     | Alexander Condrau |        |      |              |
| 3     | Christian Stebler |        |      |              |
| 4     | Thomas Arregger   |        |      |              |
| 5     | Beat Inderbitzin  |        |      |              |
| 6     | Lothar Mock       |        |      |              |
| 7     | Jonathan Amy      |        |      |              |

Datum: 6. März 2010
Bei den Junioren siegte Curdin Condrau vor Sébastien Testuz und Pascal Wolf.

### Sprint 10 km
| Platz | Starter           | Verein | Zeit | Schießfehler |
| ----- | ----------------- | ------ | ---- | ------------ |
| 1     | Florian Rüegg     |        |      |              |
| 2     | Alexander Condrau |        |      |              |
| 3     | Lothar Mock       |        |      |              |
| 4     | Thomas Arregger   |        |      |              |

Datum: 13. März 2010
Bei den Junioren siegte Mario Dolder vor Serafin Wiestner und Gaspard Cuenot.

### Verfolgung 12,5 km
| Platz | Starter           | Verein | Zeit | Schießfehler |
| ----- | ----------------- | ------ | ---- | ------------ |
| 1     | Florian Rüegg     |        |      |              |
| 2     | Alexander Condrau |        |      |              |

Datum: 14. März 2010
Bei den Junioren siegte Mario Dolder vor Serafin Wiestner und Kevin Russi.

## Frauen

### Massenstart 12,5 km
Bei den Juniorinnen siegte Elisa Gasparin vor Irene Cadurisch und Stephanie Schnydrig.

### Sprint 7,5 km
Bei den Juniorinnen siegte Irene Cadurisch vor Stephanie Schnydrig und Patricia Jost.

### Verfolgung 10 km
Bei den Juniorinnen siegte Irene Cadurisch vor Stephanie Schnydrig und Patricia Jost.